# 붉은 빈

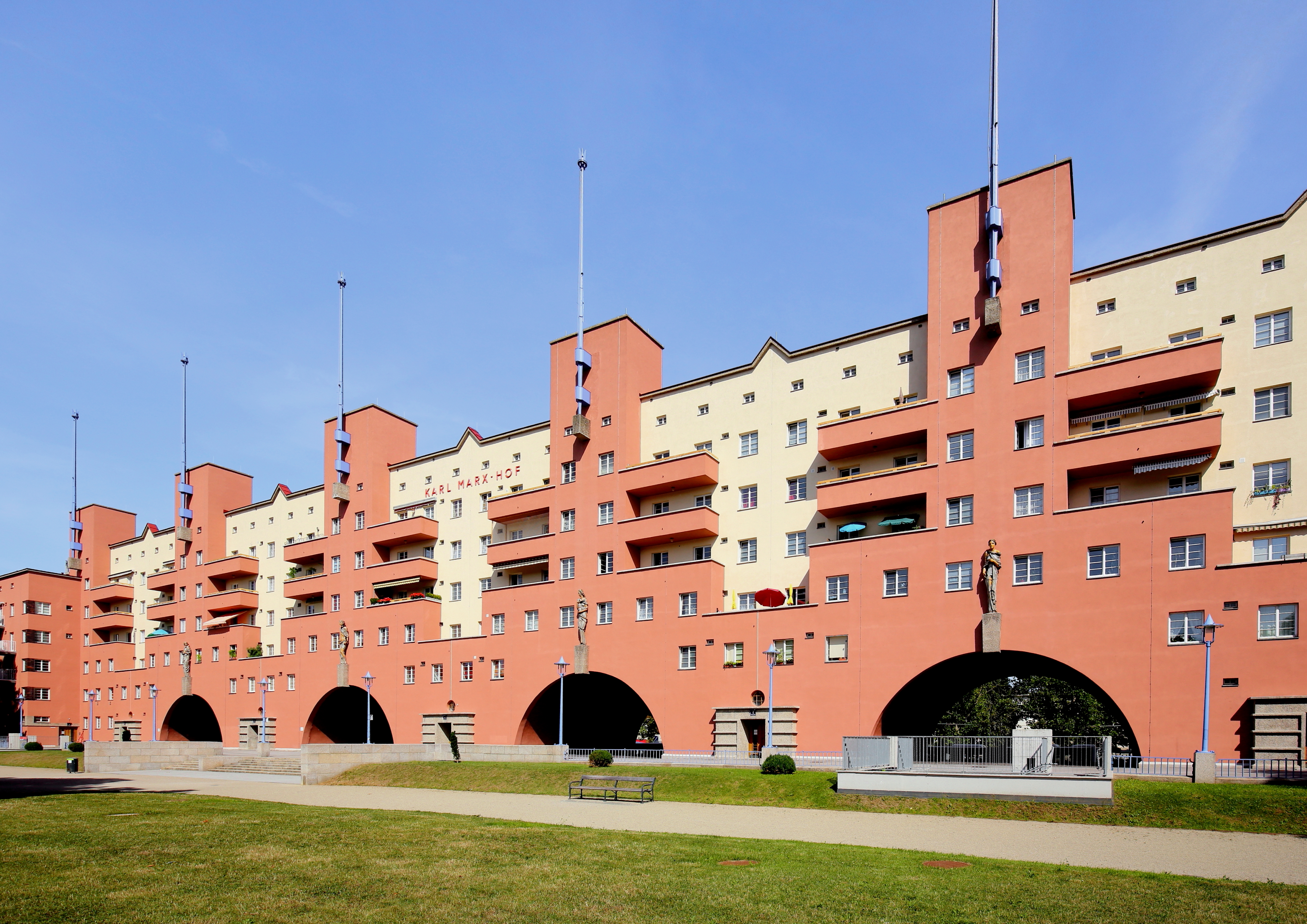
붉은 빈 시기에 건설된 공동주택인 카를 마르크스 호프

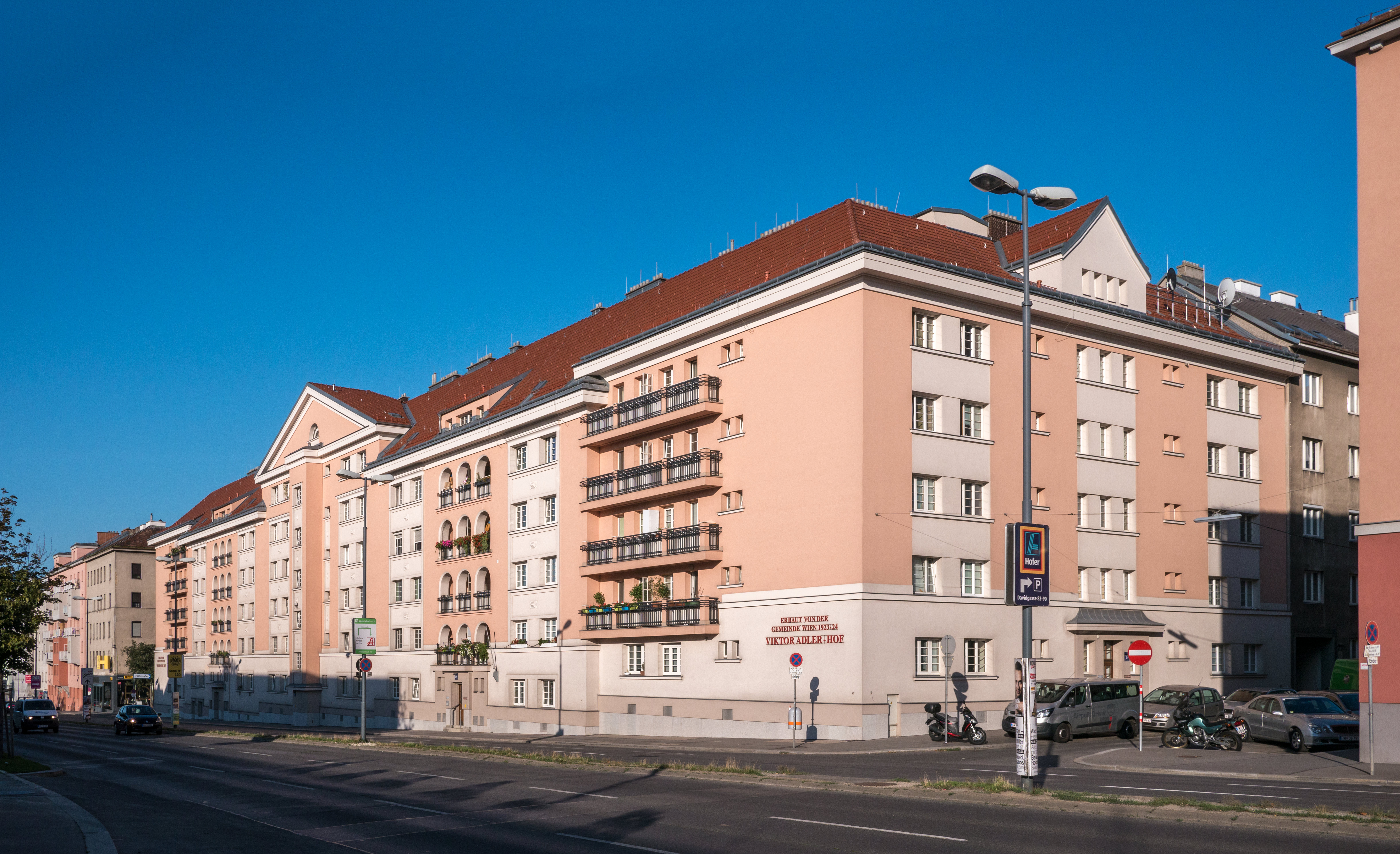
빅토르 아들러 호프

붉은 빈(독일어: Rotes Wien)은 1918년에서 1934년 사이에 오스트리아 사회민주노동당(SDAP)이 오스트리아의 수도 빈에서 집권하고 있었던 시기를 일컫는 말이다. 이 시기에 사회민주노동당은 심각한 주택 부족 문제에 대응하기 위해 빈 전역에서의 주거 건설 프로젝트를 추진했으며, 공교육과 의료 문제를 개선하기 위한 정책을 구현했다.
붉은 빈은 1933년 엥겔베르트 돌푸스에 의해 오스트리아 의회가 정지된 후, 이듬해 오스트리아 제1공화국이 붕괴되고 사회민주노동당이 불법정당이 되면서 막을 내리게 되었다. 그러나 붉은 빈 시기에 지어진 공동주택 단지들인 게마인데바우텐(독일어: Gemeindebauten)이 여전히 빈 곳곳에 남아 있다.

## 같이 보기
- 도시사회주의